# Juan Olmo
Juan Olmo Menacho (El Cuervo, 5 maart 1978) is een Spaanse wielrenner.

## Overwinningen
2005
- 5e etappe Ronde van Normandië
- Clássica de Guimarães
- Loulé

## Grote rondes
Eindklasseringen in grote rondes, met tussen haakjes het aantal etappeoverwinningen.
| Jaar | Ronde van Italië | Ronde van Frankrijk | Ronde van Spanje |
| ---- | ---------------- | ------------------- | ---------------- |
| 2007 |                  |                     | 91e              |